# Königsbergi Egyetem
A königsbergi Albertina Egyetem (németül Albertus-Universität Königsberg, latinul Academia Regiomontana, illetve Collegium Albertinum) a német nyelvterület egyik legrégebbi és legfontosabb felsőoktatási intézményének számított. Az 1544-ben a (Marburgi Egyetem után a) világ második lutheránus egyetemeként Brandenburgi Albert porosz herceg által alapított intézmény fennállása folyamán Königsberg és a Balti régió kiemelkedően fontos szellemi központjául szolgált. 1944-ben a Königsberget ért súlyos brit légitámadás során az egyetem szinte teljesen elpusztult, és 1945-ben, miután a potsdami konferencia a várost, egész Kelet-Poroszországgal együtt a Szovjetuniónak ítélte, meg is szűnt. A háborút túlélő tanári kart és diákságot vagy elűzték vagy kivégezték. A ma az egykori Albertina főépülete helyén székelő kalinyingrádi Immanuel Kant Balti Szövetségi Egyetem (oroszul Балтийский федеральный университет имени Иммануила Канта – Baltijszkij Federalnyij Unyiverszityet imeni Immanuila Kanta) nevet viselő orosz tannyelvű felsőoktatási intézmény hivatalosan a Königsbergi Egyetem jogutódjának tekinti magát.

## Története
Az 1230 óta fennálló, a rimini aranybulla értelmében a Német-római Birodalomtól független német lovagrendi állám 37. nagymestere, Brandenburgi Albert (teljes nevén Albrecht von Hohenzollern am Brandenburg-Ansbach) Luther Márton reformátor és az ő tanait hirdető Andreas Osiander teológus hatására felvette a protestáns hitet. Saját ambíciói illetve a környező északnémet, skandináv és balti területeken is terjedő reformáció hatására Albert 1525-ben a lovagrend egyházi birtokait szekularizálta és protestáns világi államot hozott létre Porosz Hercegség néven, amely továbbra is a lengyel király névleges hatalma alatt állt. Az így létrejött dinasztikus állam az első hivatalosan is lutheránus hitre tért német államá vált.

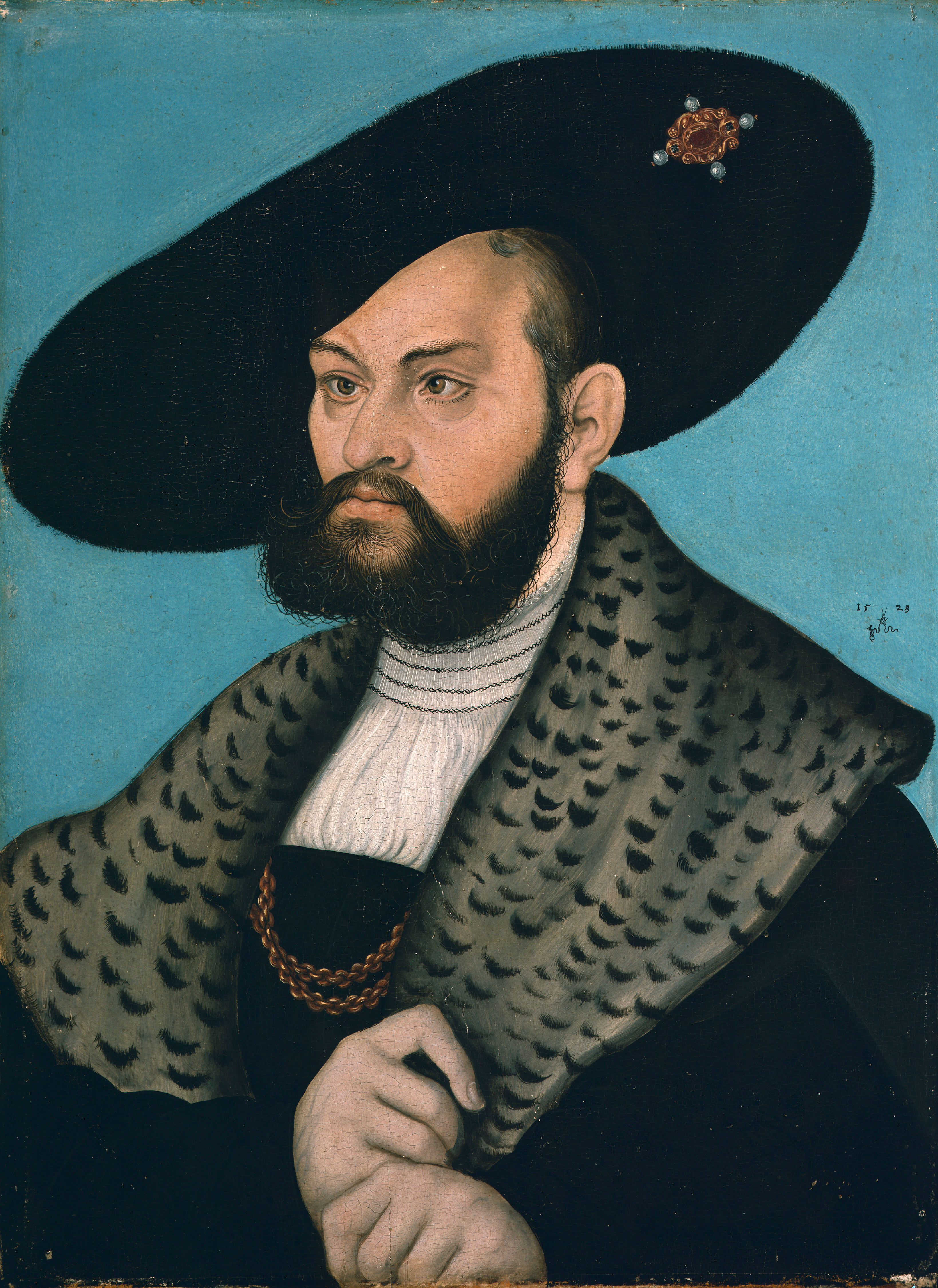
Az alapító I. Albert (id. Lucas Cranach festménye)

A nagymesteri címet hercegire felváltó Albert megértette, hogy az új hit minél szélesebb körben való terjesztése iskolai reformot igényel, amely egy felsőoktatási intézmény létrejöttét is megköveteli. Az 1544-ben alapított, kezdetekben Collegium Albertinum néven működő egyetemnek három feladatot kellett ellátnia: Az evangélium terjesztését a hercegség határain túl Északkelet-Európa felé; a protestáns hit és a humanista kultúra fejlődésének elősegítését; illetve az új államalakulat műjödését biztosító prédikátorok, orvosok, valamint a politikához és az igazgatáshoz nélkülözhetetlen jó latinisták magasszintű képzését. Az új intézmény mintájául az Albert sógora, III. Keresztély dán király által 1537-ben lutheránus egyetemként újraalapított koppenhágai egyetem szolgált, első rektora Georg Sabinus, az oderamenti Frankfurt egyetemének professzora, aki meggyőzte az uralkodót, hogy az eredeti tervekkel ellentétben ne csak egy az egyetemi tanulmányokra felkészítő ún. particulart, hanem egy egyetemet alapítson. Ugyan a reformáció óta már Németország-szerte alakult néhány protestáns oktatási intézmény, a königsbergi egyetem hamar a lutheranizmus elsőszámú oktatási központjává vált. Mivel a Német-római Birodalom határain kívül található új egyetem alapítását sem V. Károly császár, sem III. Pál pápa nem támogatta és ezért nem számithatott sem császári, sem pápai privilégiumra, professzorainak az Ágostai hitvallásra kellett esküt tenniük. Az egyetem végül 1560 nyert királyi kiváltságot II. Zsigmond lengyel királytól.

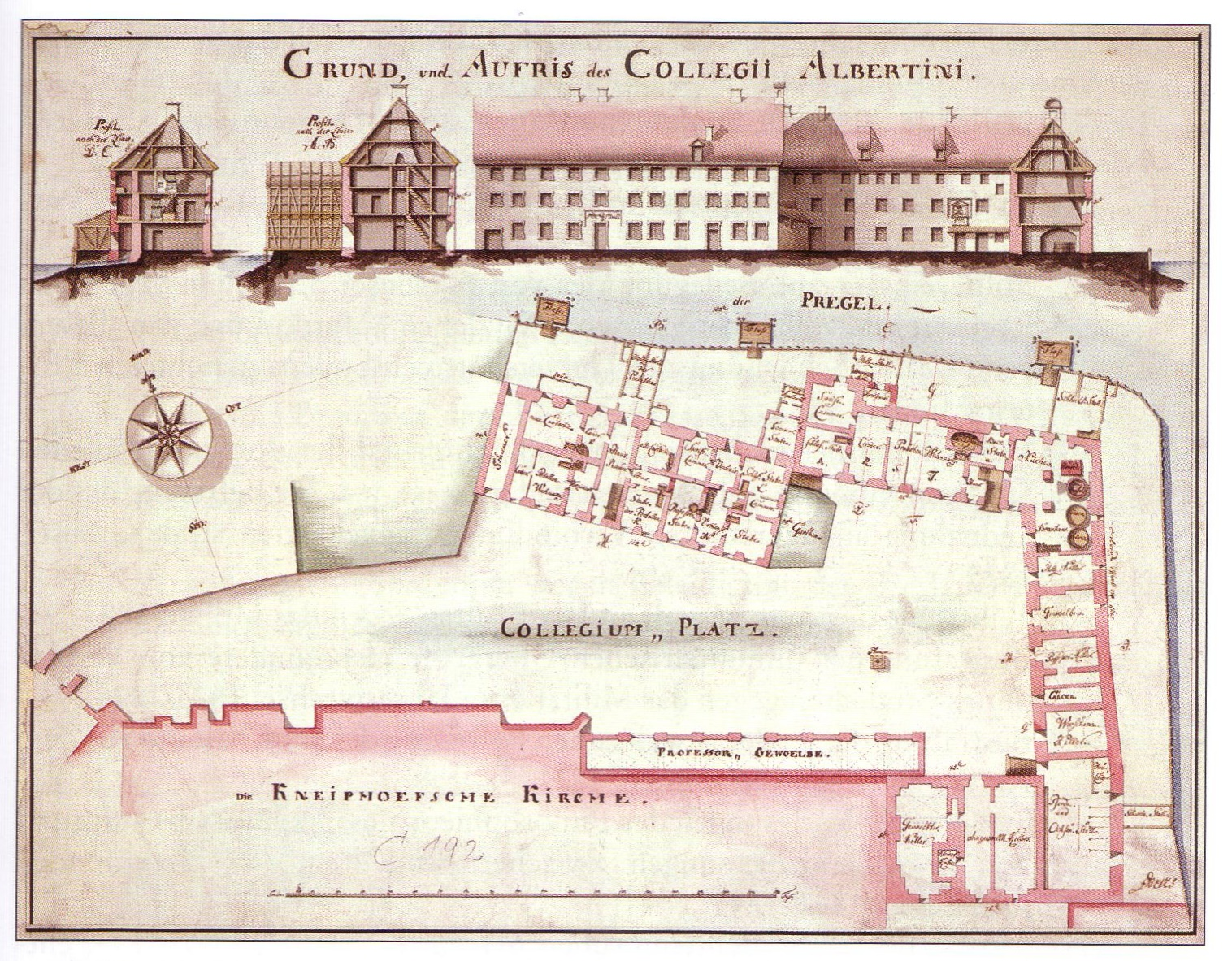
Az egyetem első épülete, a Collegium Albertinum (1810-es ábrázolás)

Az eredetileg a Kneiphof szigetén, a königsbergi dóm mellett a Collegium Albertinum nevű folyóparti épületben székelő intézmény a kezdetekben elsősorban a hercegi Poroszország illetve a környező lengyel, litván és balti területekről vonzotta diákjait. A 17. századtól kezdve a teljes német nyelvterületen egyre jelentősebb befolyásra kezdett szert tenni, főleg annak köszönhetően, hogy Poroszország elkerülte a harmincéves háborúnak a Német-római Birodalom nagy részét érő pusztításait. I. Péter orosz cár 1697-es látogatásának eredményeként felélénkültek a porosz–orosz kapcsolatok, számos később kiemelkedő orosz gondolkodó és művész tanult az Albertinán. Az egyetem fontos szerepet játszott nem csak az orosz, hanem litván és a lengyel kultúra, illetve a hagyományosan itt tanuló balti német nemesség számára is.
Az egyetem 18. századi fénykorában, az ún. königsbergi évszázadban (n. Königsberger Jahrhundert) diákjai és oktatói mint például Johann Christoph Gottsched, Johann Georg Hamann, Johann Gottfried Herder, Zacharias Werner, Johann Friedrich Reichardt, E. T. A. Hoffmann, illetve Immanuel Kant nagy hatással voltak a német Felvilágosodásra, illetve a Weimári Klasszicismus és a német Romantika későbbi kialakulására. Kant maga 1786 és 1788 között rektorként vezette az egyetemet.
A 19. századi porosz Reforméra kezdetével Wilhelm von Humboldt vezetésével több új tanszékkel, csillagvizsgálóval, botanikus kerttel és más német államokból toborzott oktatókkal bővült ki az Albertina. Háromszázadik évfordulójara az egyetem birtokba vehette a kastélyhoz közeli Paradeplatz-on (ma oroszul ул. Университетская – uljica Universzityetszkaja) található, Friedrich August Stüler áltel tervezett olasz neoreneszánsz épületét. Az addigra már szűkössé vált kneiphofi Collegium Albertinum épületét 1861-től a város kezelésébe került, amely azt városi könyvtárként és levéltárként hasznosította tovább. 1898-ban nyitotta meg kapuit a Palaestra Albertina, mely a tudományos testnevelés egyik vezető intézményének számított.

Az egyetem 1944 július 10-én a birodalmi gazdasági miniszter Walther Funk jelenlétében ünnepelte alapításának 400-dik évfordulóját. Néhány héttel később, augusztus 26/27 és 29/30 éjszakáin Königsberg és az egyetem is jelentős károkat szenvedett a Brit Királyi Légierő légitámadásaiban, melyek az egyetemi épületállomány 80%-át elpusztították. A tanári kar elmenekült, sokukat a Göttingeni Egyetem vette fel.

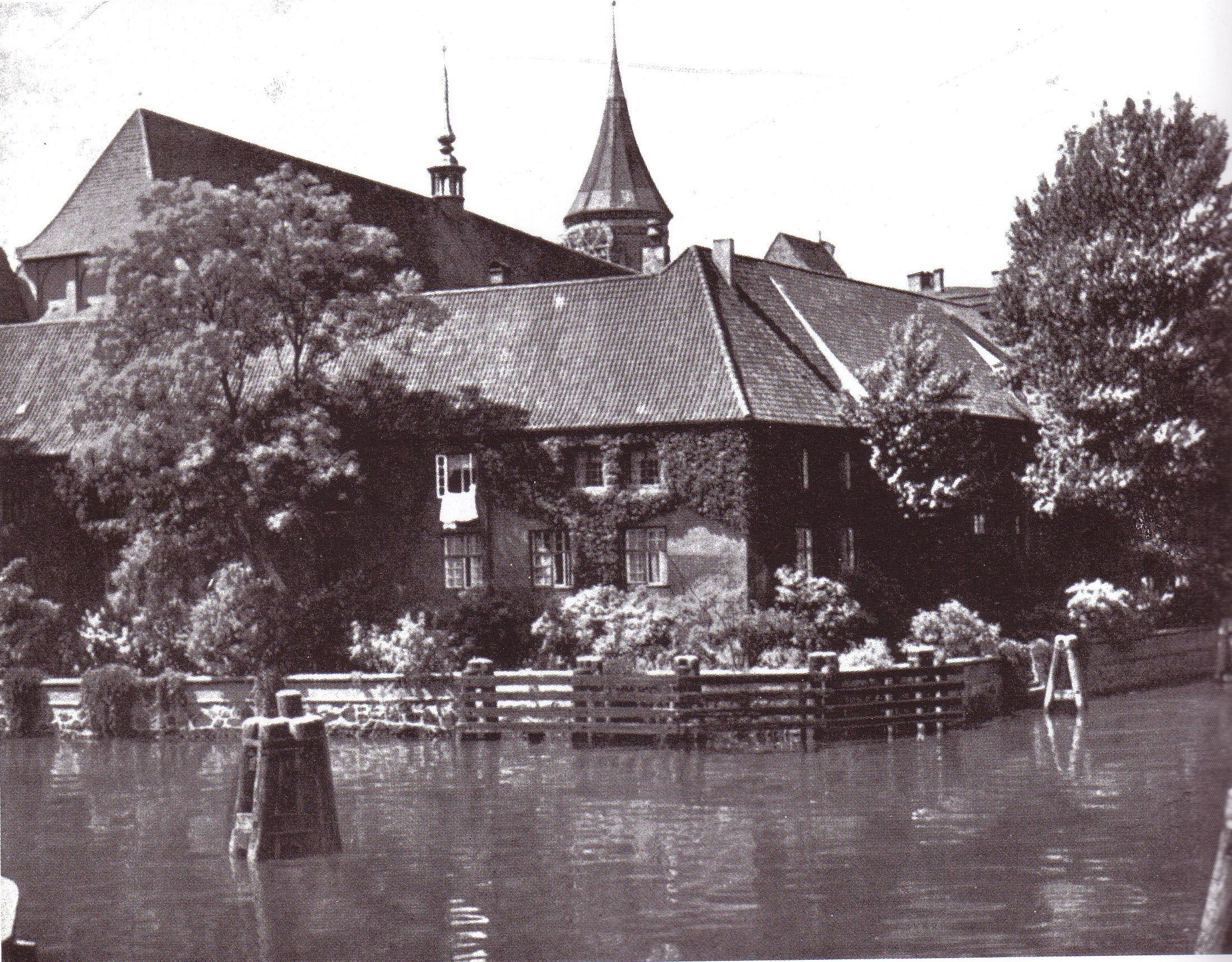
A Collegium Albertinum Prégel-felőli homlokzata, háttérben a königsbergi dóm
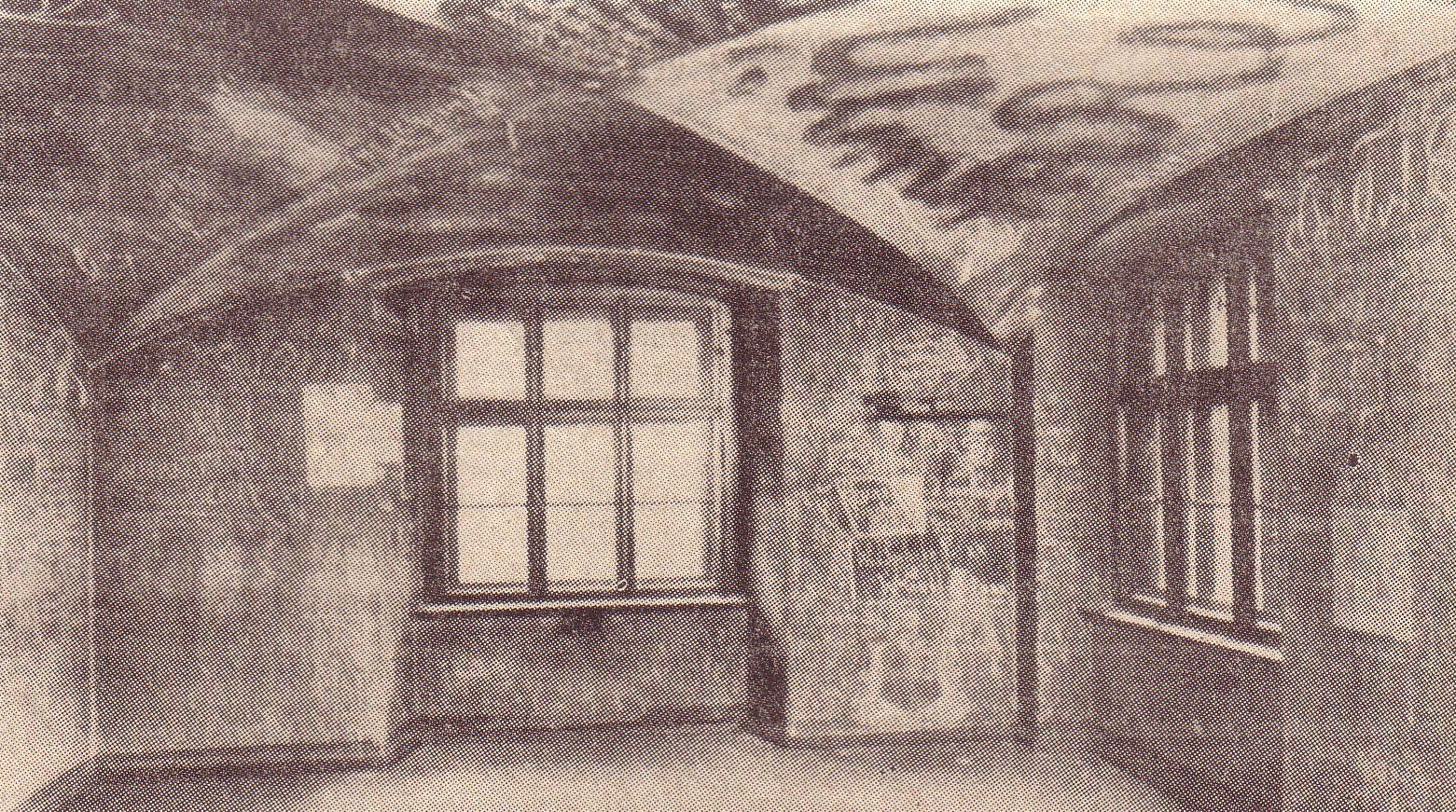
A diákbörtön
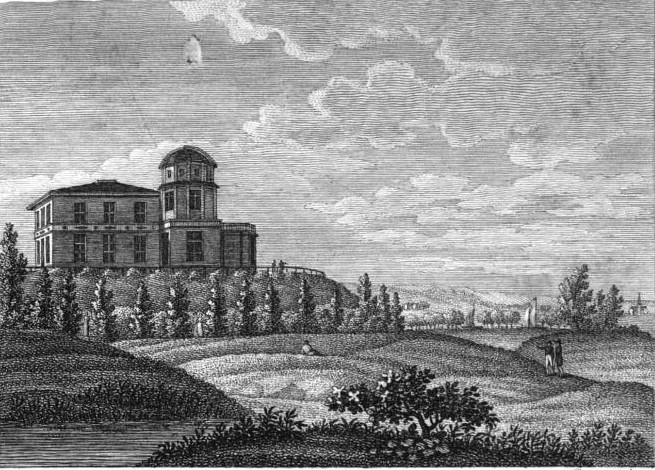
Az egyetem csillagvizsgálója 1829-ben
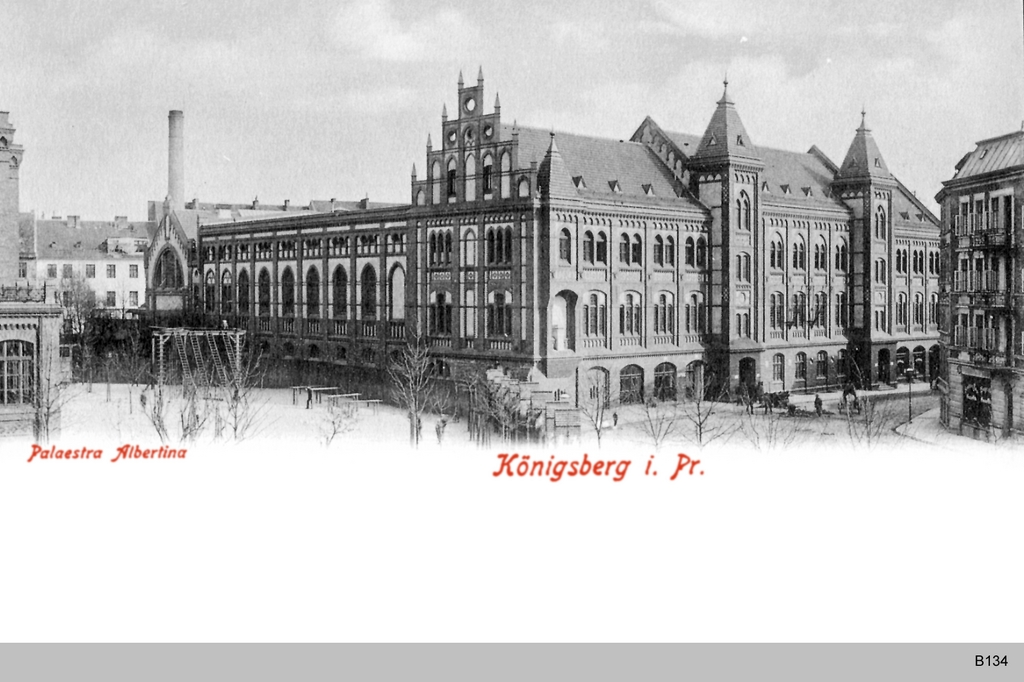
A Palaestra Albertina épülete
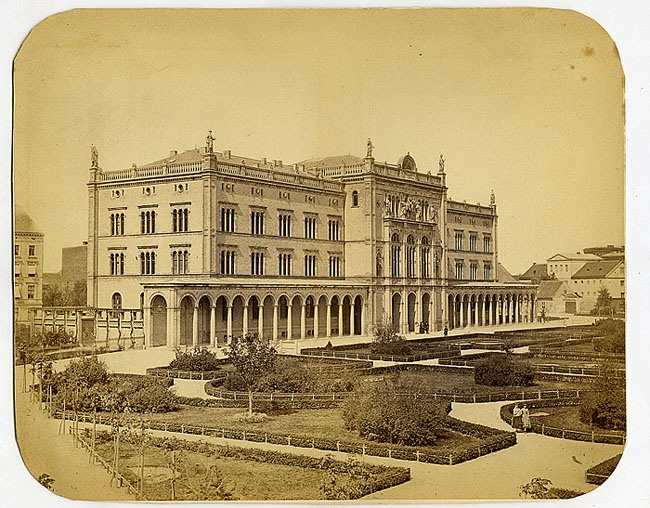
Az egyetem 1861-ben átadott főépülete
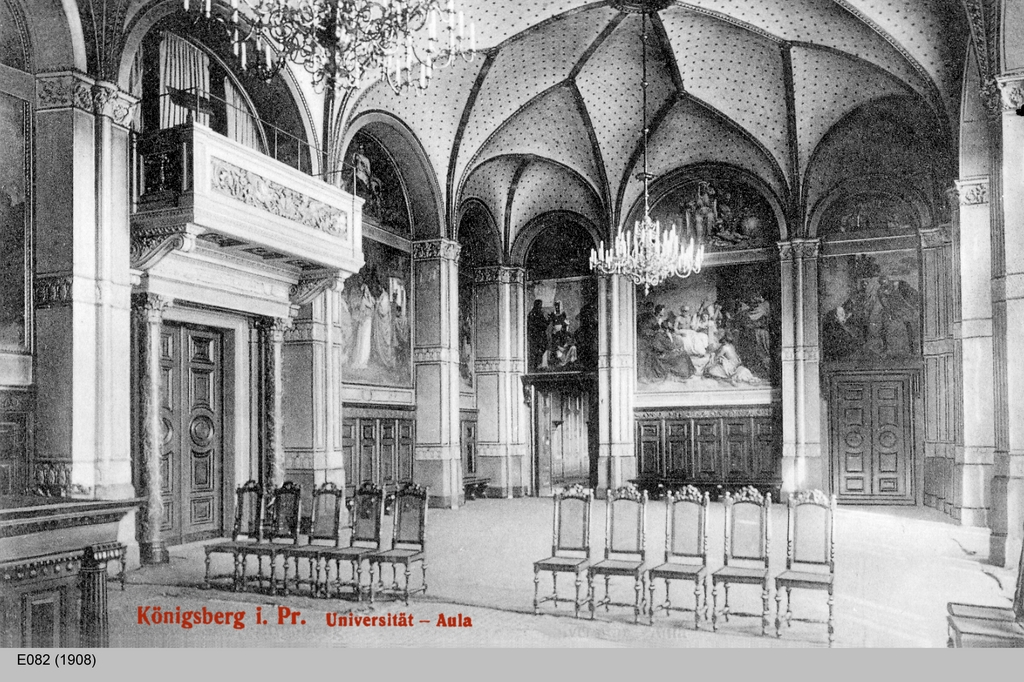
Az egyetem aulája 1908-ban
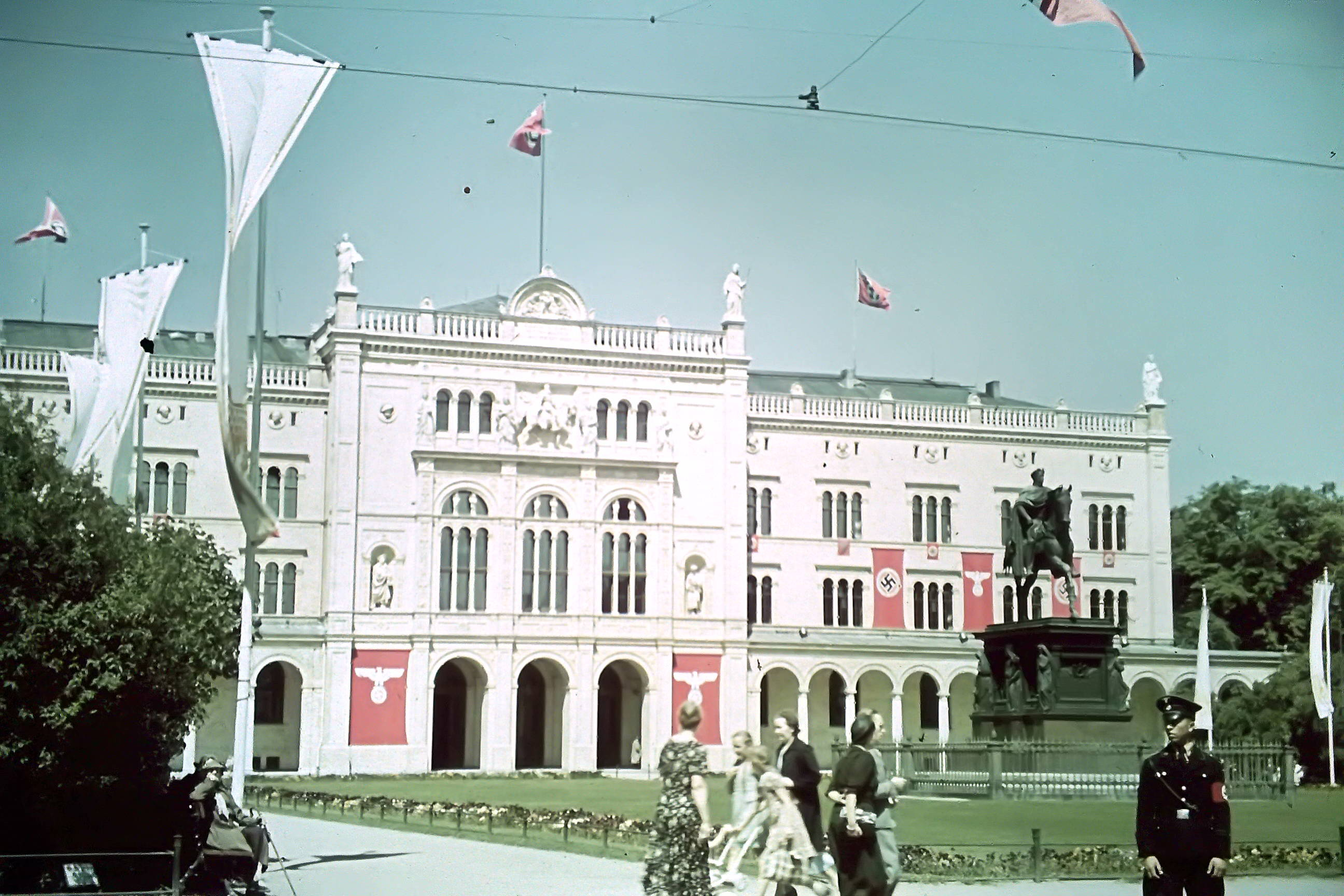
Az egyetem a náci zászlókkal feldíszített épülete 1938-ból

## Karok
Az egyetem fennállása folyamán végig négy tradicionális karral rendelkezett, a matematika és a természettudományok nem rendelkeztek saját karral, ezek tanszékekként a Filozófiai Kar irányítása alá tartoztak. Ennek ellenére a königsbergi egyetem alapítása óta ún. „Volluniversität"-nek (latinul universitas litterarum, magyarul „teljes egyetem", mely minden karon nyújt képzést) számított.
- Teológiai (németül Theologische Fakultät)
- Jogtudományi (németül Juristische Fakultät)
- Orvostudományi (németül Medizinische Fakultät)
- Filozófiai (németül Philosophische Fakultät)

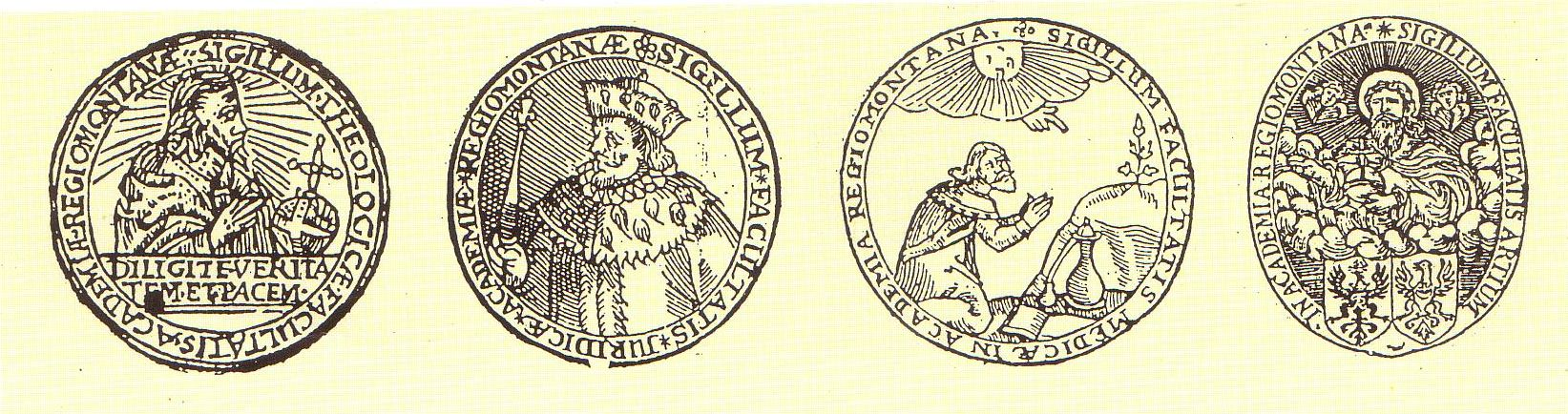
Az egyetem négy karának (balról jobbra: Teológiai, Jogtudományi, Orvostudományi, Filozófiai) pecsétje

## Állami és Egyetemi Könyvtár (1527-1945)

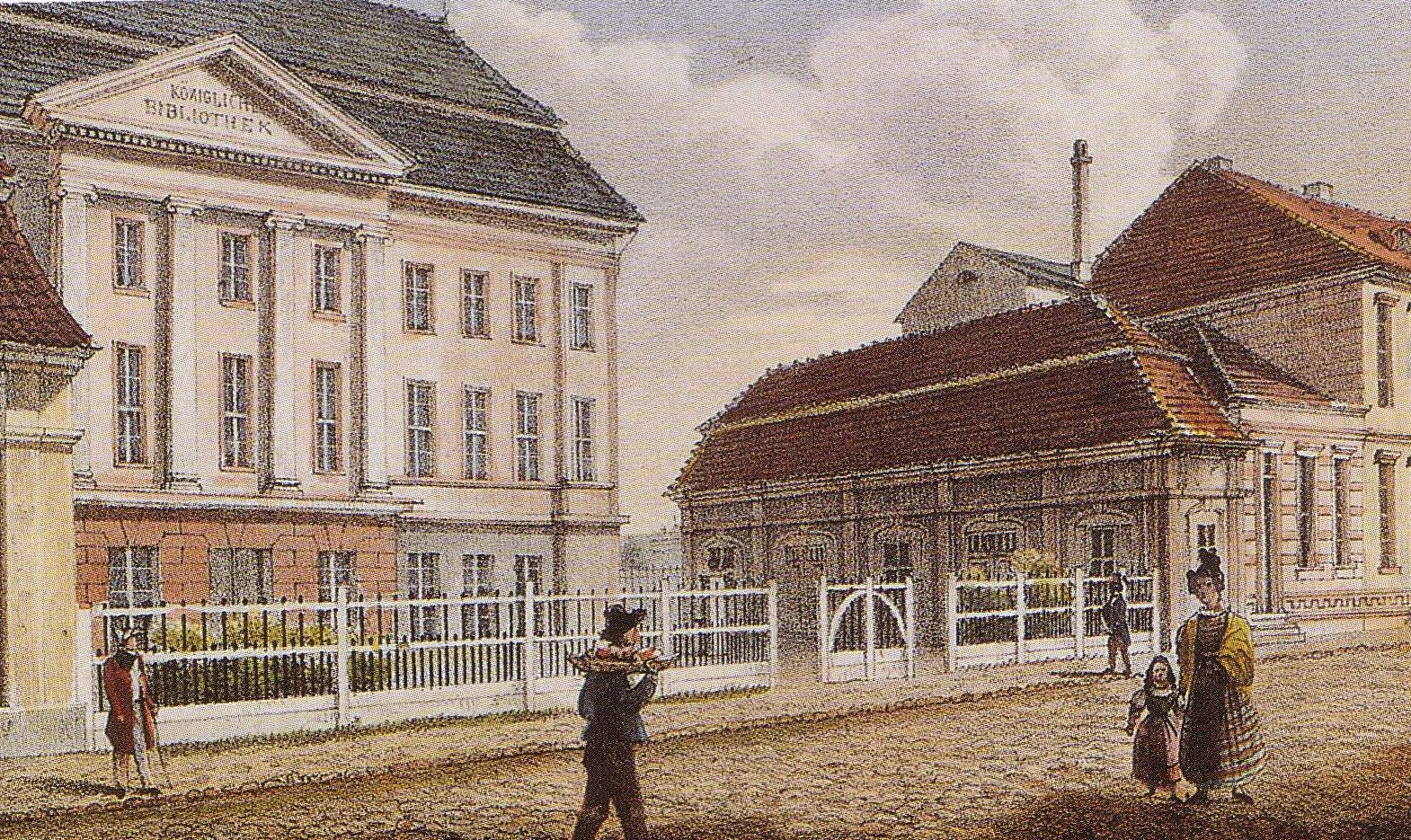
A királyi könyvtár régi épülete

Az egyetemhez tartozott az egyetemnél korábbi, 1527-es alapítású Königsbergi Állami és Egyetemi Könyvtár (ném. Staats- und Universitätsbibliothek Königsberg, korábban Királyi és Egyetemi Könyvtár, németül Königliche- und Universitätsbibliothek). A könyvtár még az oxfordi Bodleian Library-t [en] és a milánói Biblioteca Ambrosianát [en] is megelőzve 1534-óta Európa legelső nyilvános közkönyvtáraként működött. A könyvtár évszázadokon át mind a német nyelvterület, mind Kelet-Közép Európa egyik legrangosabb közintézményének és archívumának számított. Az 1939-ben 685,000 kötetet számláló állomány több korábban önálló könyvtár gyüjteményéből tevődött össze, melyek közül a legjelentősebbek:

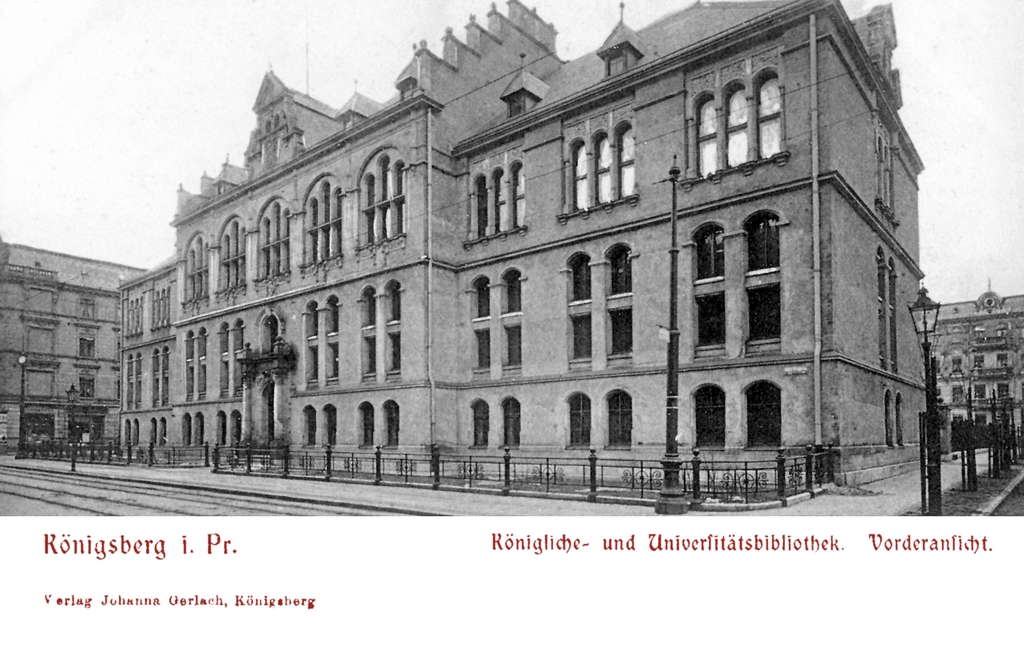
A könyvtár 1901-ben átadott épülete

- a Brandenburgi Albert herceg által alapított Kamarai Könyvtár (németül Kammerbibliothek)
- az Ezüstkönyvtár (németül Silberbibliothek [de])
- a Kastélykönyvtár (németül Schlossbibliothek)
- a königsbergi dóm Wallenrodt-könyvtára (németül Wallenrodtsche Bibliothek [de])
- az Egyetemi könyvtár (németül Universitätsbibliothek Königsberg).

A világháborús bombázások elől 1944-ben városon kívüli kastélyokba evakuált könyvtári állomány egy része (pl. az Ezüstkönyvtár) elpusztult vagy elkallódott, másik rész pedig ma szétszóródva található meg Berlinben, Vilniusban, a lengyelországi Toruńban és Olsztynban, illetve az oroszországi Moszkva, Szentpétervár, Kalinyingrád és Voronyezs könyvtáraiban.
1862-ben ebben az Egyetemi Könyvtárban fedezte fel dr. Zacher Gyula a königsbergi töredéket,amely egy a 14. századból származó verses magyar nyelvemlék.

## Fekvése
Az egyetem történelmi magja a königsbergi dóm mellett, a Kneiphof sziget északkeleti csücskét 1945-ig elfoglaló Collegium Albertinum volt. Az alapító Albert herceg által emelt, az auditorium maximum-nak, tanári lakásoknak valamint a diákbörtönnek (németül Kerzer) helyet adó szerény méretű épület már Kant rektorsága idején is szűkösnek bizonyult, a legtöbb előadást a professzorok magánlakásaiban tartották. Az egyetem folyamatos bővítései során az egyes karok épületei a történelmi városmagon belül, később a Königsberghez csatolt újabb kerületben szétszórtan helyezkedtek el. 

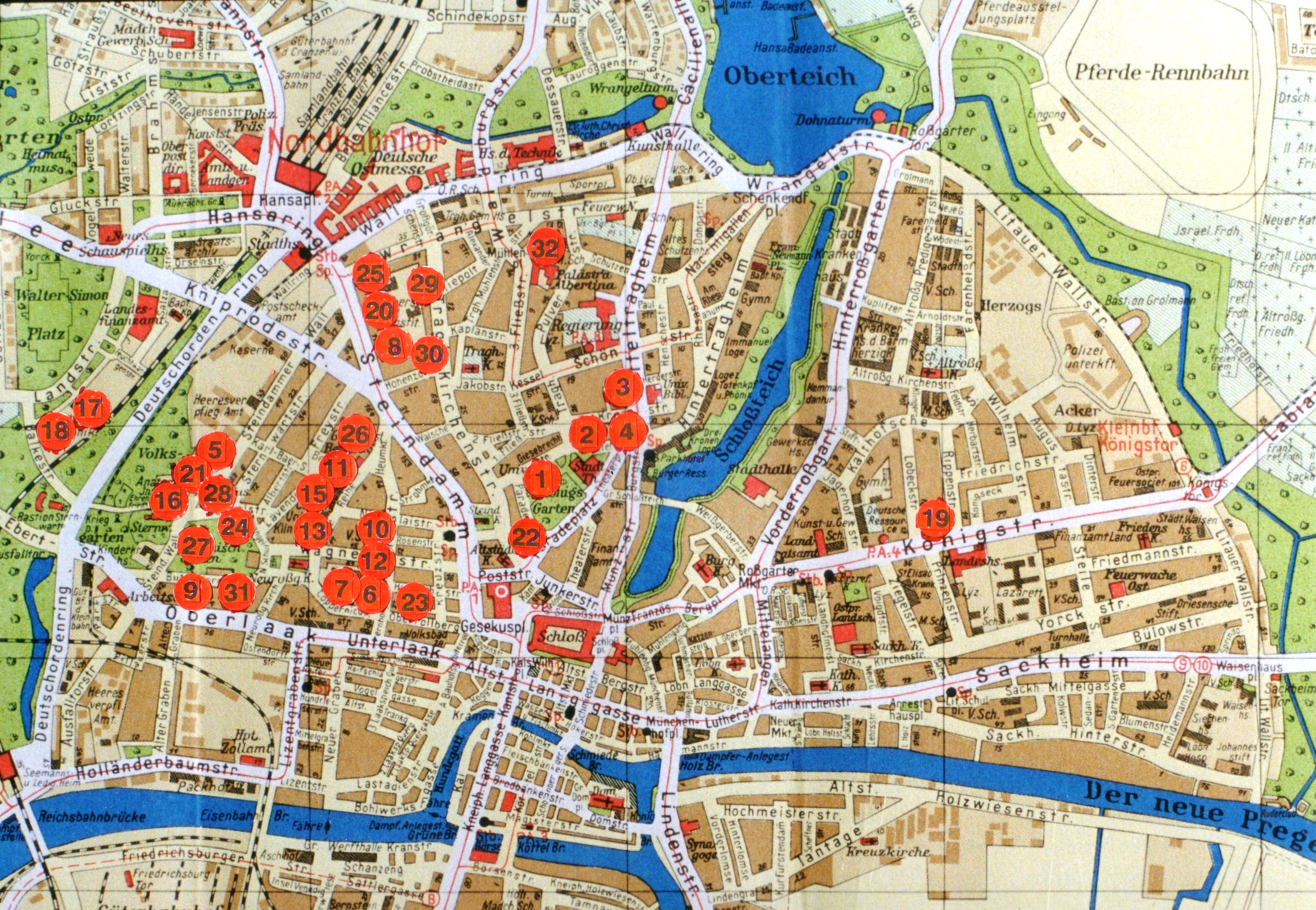
Az egyetem épületei 1931-ben. A német nyelvű jelmagyarázat

## Diákélet

### Diákszövetségek (Studentenverbindungen)

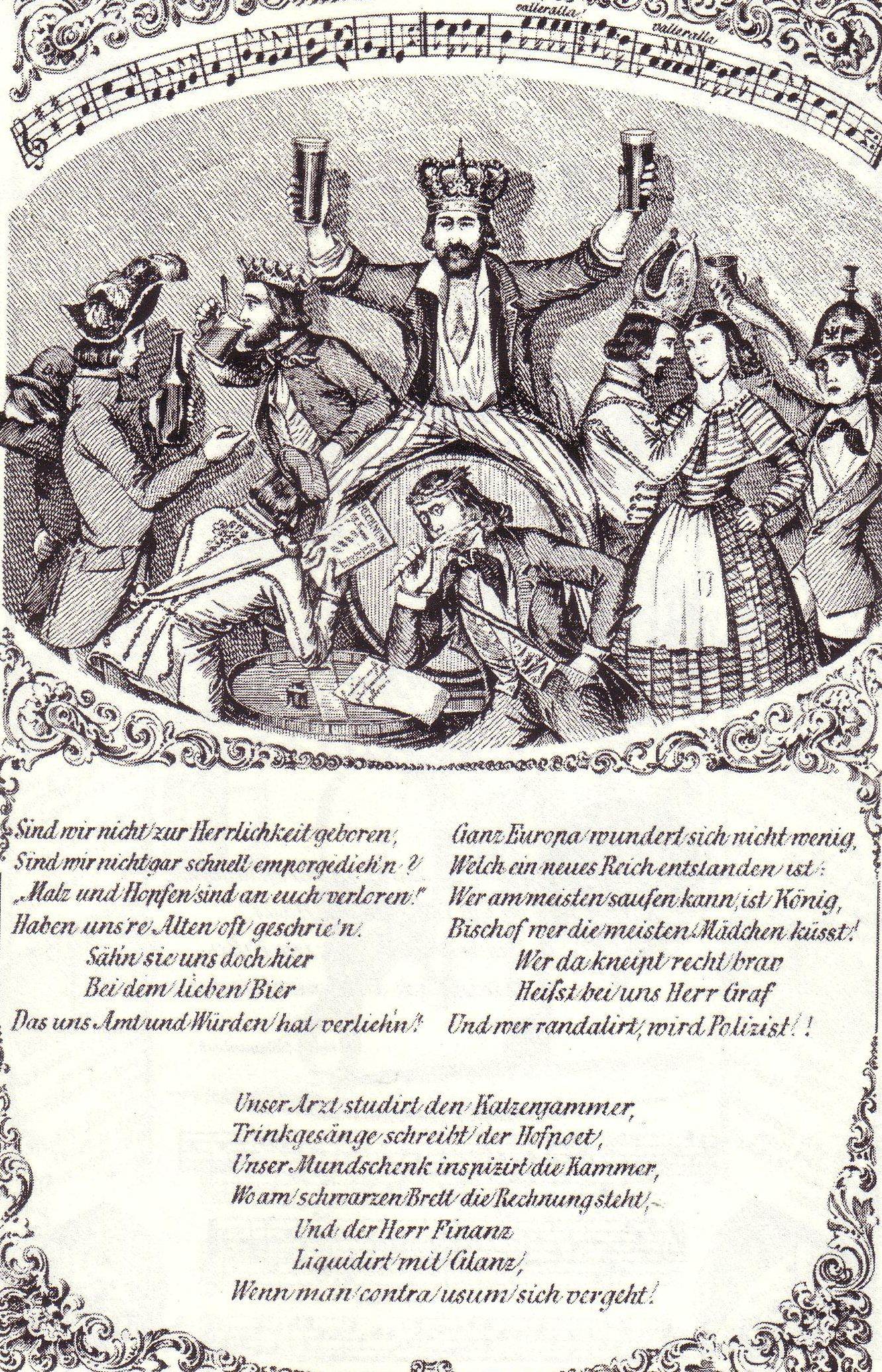
Egy Bier-Convent lapja

Az egyetemi diákélet mindennapjait nagyban meghatározták a más, főleg német és közép-európai egyetemi városokban is megtalálható nagy múltú diákszövetségek (németül Studentenverbindungen), melyek az egyetemi diákság aktív és egykori tagjait, az öregdiákokat (németül Alumni), illetve a tanári kar tagjait tömörítették sokszor nemzeti/regionális, világnézetbeli vagy vallási hovatartozás, vagy éppen szabadidős tevékenység szerint.  
A középkori Európa egyetemein megtalálható ún. „nemzetek" vagy „nációk" (latinul natio, többes számban nationes, vagy collegium nationalum, tsz. collegia nationala) regionális hovatartozás szerint sorolták be diákjaikat (az itáliai Padova és Bologna egyetemein például léteztek nationes Hungarorum, azaz a Magyarországról érkező diákokat tömörítő szervezetek). Ezen ősi szerveződési formák a középkor végével Európa legtöbb részén, így 1744-ig Königsbergben is megszűntek. Az nációk helyébe az 1800 évek elejétől lépő egyetemi diákszövetségeket a német államokban a Napóleon ellen vívott felszabadító háború hívta élere, amikor az egyetemi diákság németországszerte nagy lelkesedéssel síkra szállt Németország felszabadításának és egyesülésének eszméjéért. Königsbergben ekkor alakult az Allgemeine Burschenschaft („általános diákegylet"), mely hamarosan számos, hosszabb-rövidebb ideig fennálló diákszervezetté tagozódott vagy új szervezetekkel egészült ki. Az általánosan Studentenverbindung-oknak, azaz diákszervezeteknek nevezett egyleteknek Königsbergben is több típusát különböztették meg:  

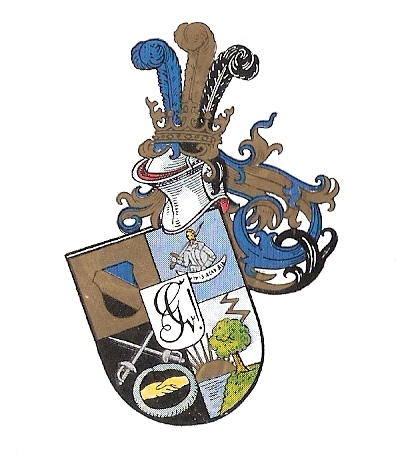
A Gothia címere

Burschenschaftok (a német Bursche, „legény" szóból) – a német egyetemi diákszervezetek egyik Németországban és Ausztriában elterjedt formája. Az eredeti, a napóleoni háborúkból visszatérő diákság által 1815-ben a Jénai Egyetemen alapított Urburschenschaft mintájára németországszerte alapított liberális és nacionalista eszméket valló szervezetek alapultak, melyekből néhány a mai napig fennáll. A burschenschaftok meghatározó fundamentumát a tagok világlátásbeli, ideológia, illetve politikai beállítotsága képezi. A német egyetemisták számára a Burschenschaft a tanárokat és öregdiákokat is magában foglaló alapvető nevelési intézmény volt, szinte kötelező volt részt venni benne: az egyén számára társaságot és szórakozási formát jelentett, ezenkívül a kapcsolatok révén a későbbi karrier lehetőségét biztosította. A burschenschaftok, illetve tagjaik meghatározott színkombinációjukról (Couleur), monogrammjaikról (Zirkel), mottóikról, szertartásaikról, illetve a sok esetben kötelező, párbajok, ún. „formasági menzúrák" okozta hegekről különíthetőek el egymástól.
Fontosabb königsbergi burschenschaftok:
- Germania, 1843 óta – ma Burschenschaft Germania Königsberg zu Hamburg néven a Hamburgi Egyetemen továbbélő szervezet
- Gothia, 1854 óta – ma Königsberger Burschenschaft Gothia zu Göttingen néven 1949 óta a Göttingeni Egyetemen továbbélő szervezet
- Alemannia, 1879
- Teutonia, 1885

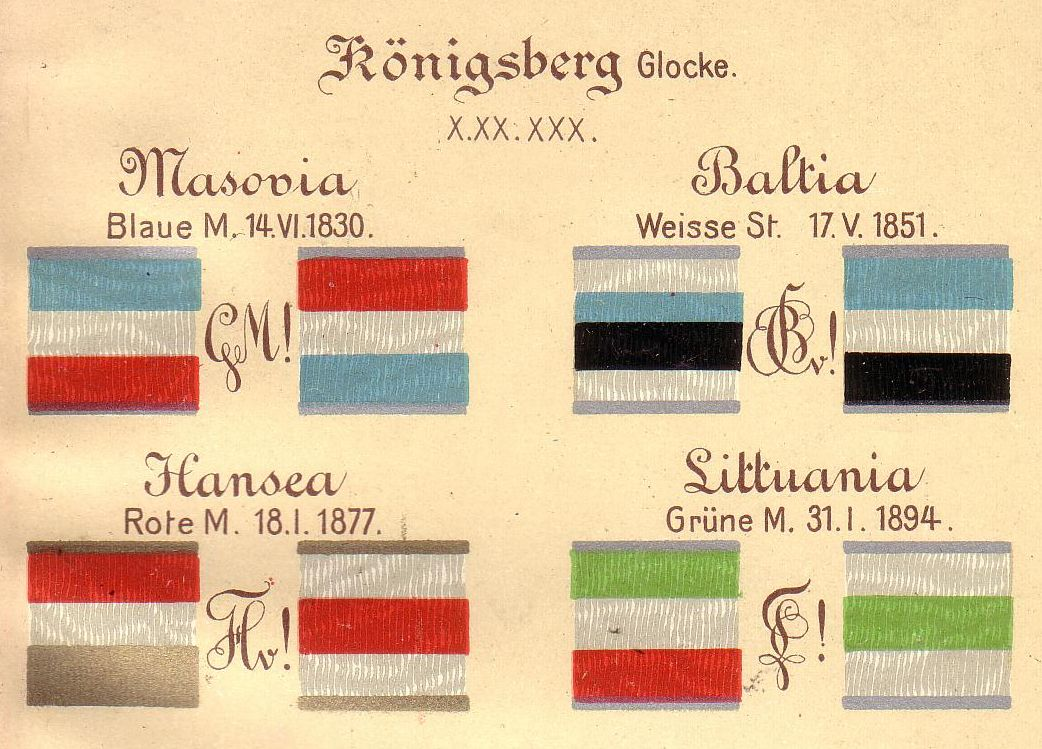
A négy laghosszabb ideig fennálló corps couleur-je és zirkel-ei

Corps-ok (a francia corps „test", „testület" szóból, ejtsd /koːr/ (egyes szám), /koːrs/ (többes szám)) – a burschenschaftoknál kevésbbé konzervatív, főleg a liberális arisztokrácia és az elit tagjait tömörítő diákszövetségek. Annak ellenére, hogy eredetük sok esetben az egykori nációk földrajzi alapon történő szerveződésére vezethető vissza, a corps-ok a burschenschaftokkal ellentétben nem fektetnek hangsúlyt a tagok nemzeti, felekezeti vagy társadalmi hovatartozására, illetve napi vagy pártpolitikai kérdésekre. A corps-ok, illetve tagjaik is meghatározott színkombinációjukról (Couleur), monogrammjaikról (Zirkel), mottóikról, szertartásaikról, illetve a kötelező „formasági menzúrák" okozta hegekről különíthetőek el egymástól. Minden corps rendelkezett egy vagy több szék- illetve klubházként használt ún. Corpshaus-szal. Fontosabb königsbergi corps-ok:
- Masovia, 1830 óta – ma Corps Masovia Königsberg zu Potsdam, eredetileg a kelet-poroszországi (ma Lengyelország Mazúria nevű régiója) diákságot tömörítő szervezet, az egyetlen königsbergi corps, amely túlélte a háborút és ma a Potsdami Egyetem része.
- Baltia II, 1851–1934
- Normannia II, 1873–1889
- Hansea, 1876–1936
- Littuania, 1894–1936

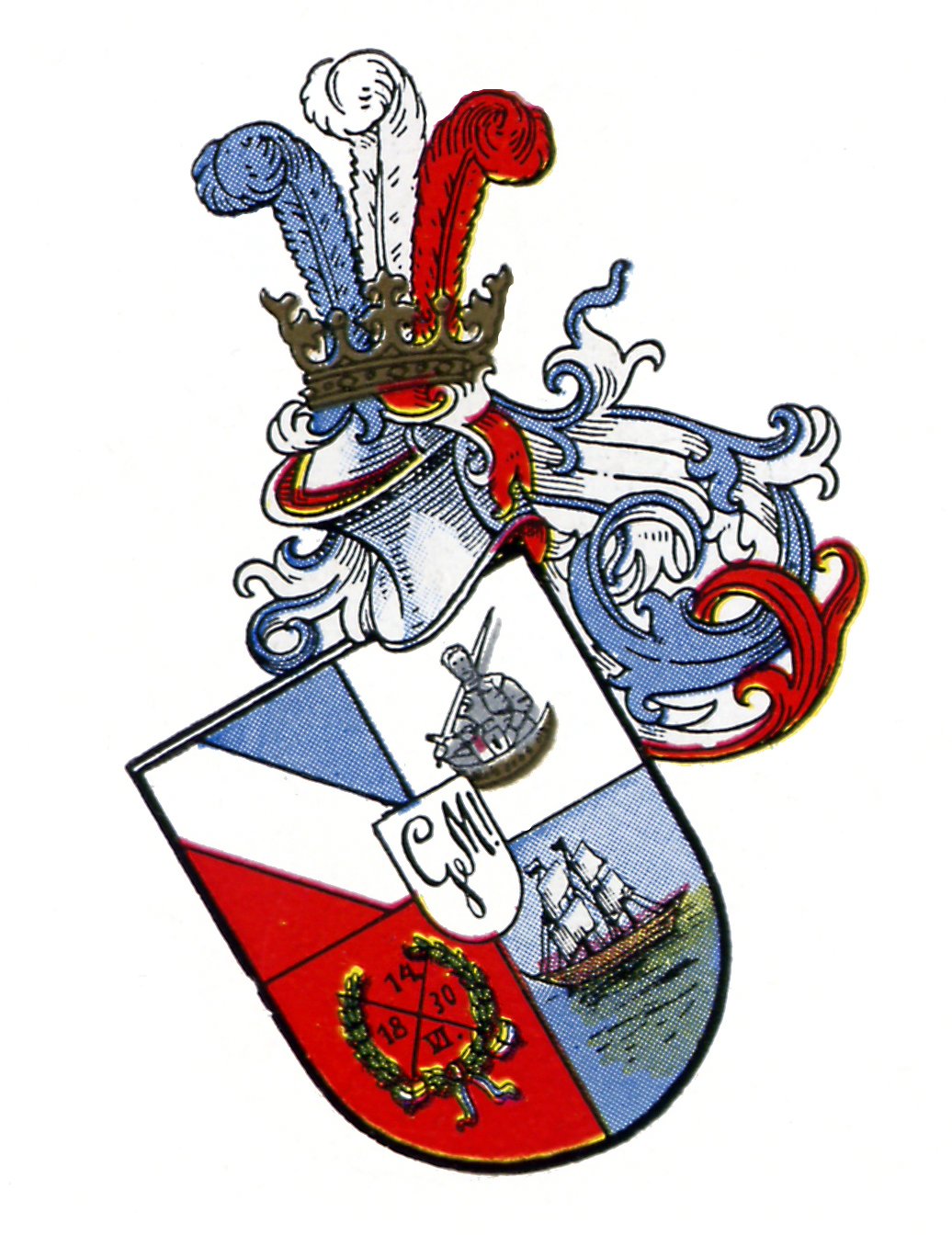
Masovia
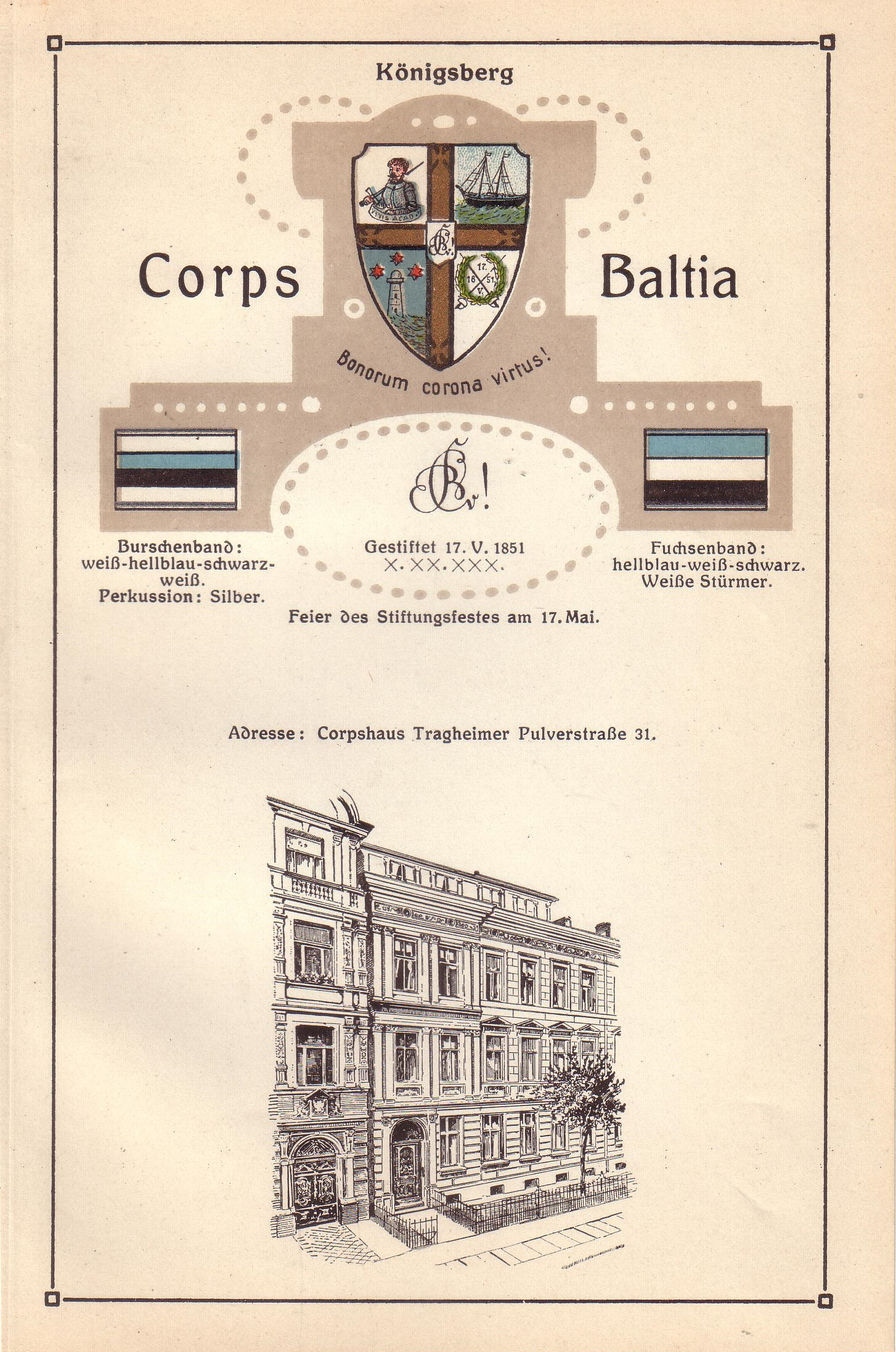
Baltia
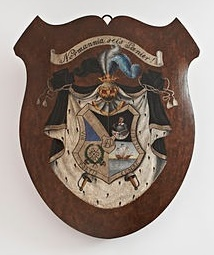
Normannia II
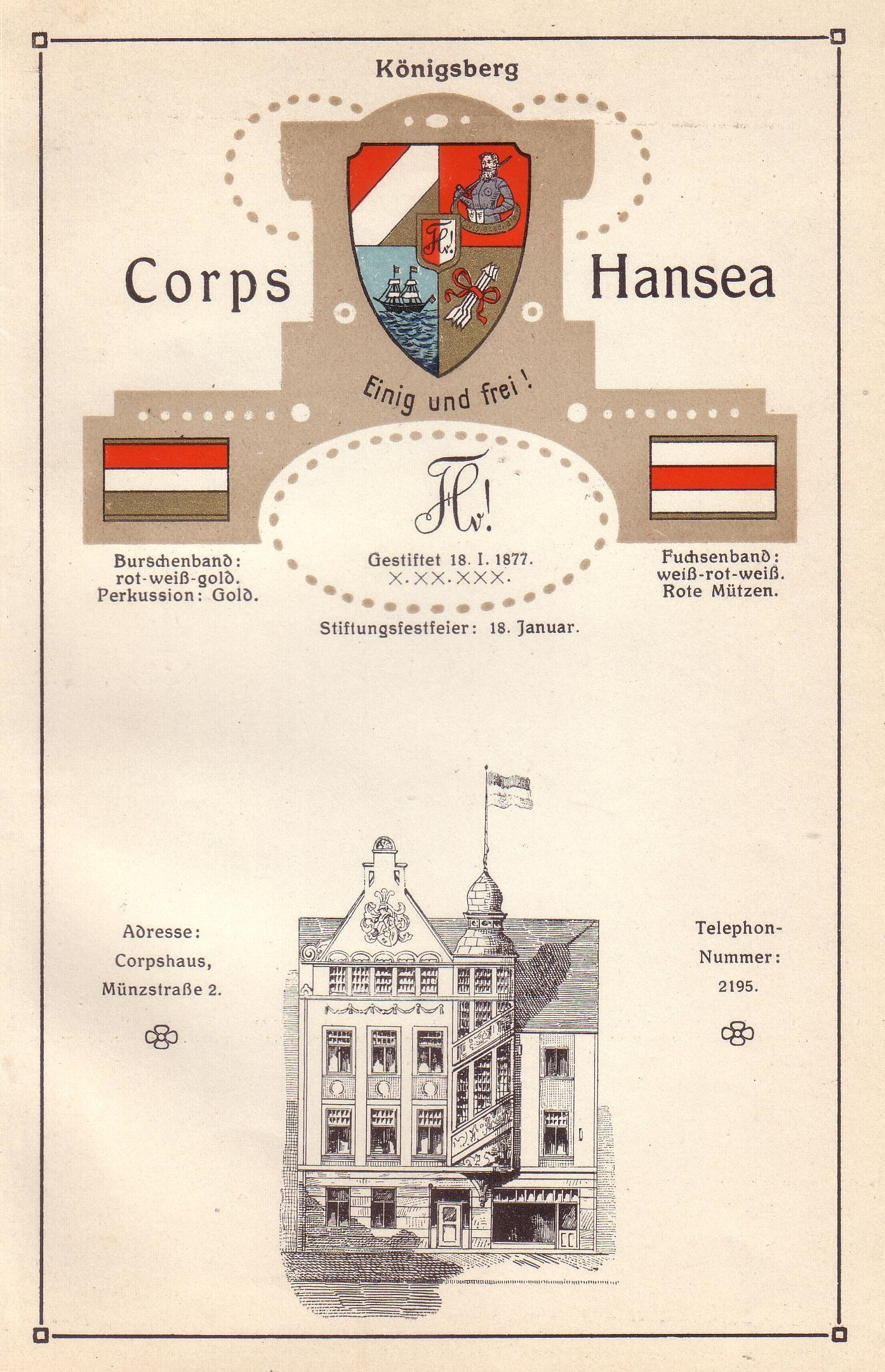
Hansea
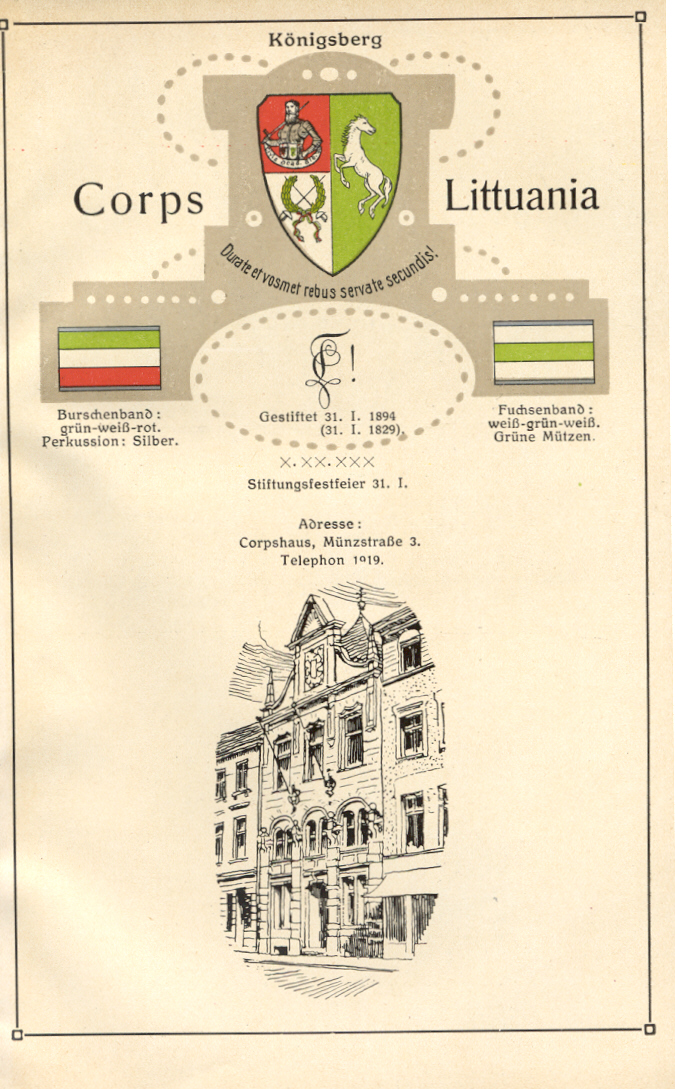
Littuania

#### Königsbergi Sörbirodalom
Minden diákszervezet rendelkezett egy a tagjai számára kötelező ún. Bier-Comment-tel [de], amely pontosan leírta a város kocsmáiban elfogadható viselkedési szabályokat. A szabályzatok minden esetben tartalmazták a fiktív, ún. „Königsbergi Sörbirodalom" (németül Königsberger Bierreich) [de] színesen illusztrált, humoros nyelvezetű leírását, melyben a város kocsmáit, sörfőzdéit, sörfőzőjoggal rendelkező polgárházait (németül Mälzenbräuer) [de], illetve az ott éneklendő dalokat, valamint mindenképp kipróbálandó italkülönlegességeket mutatták be nagy részletességgel.

#### Ünnepségek
Königsbergen kívül is hírnévnek örvendtek az egyetemi diákegyesületek által a Kastély-tavon rendezett Májusi Ünnepségek (németül Maifeier). Az április 30-ika estélyén a tóparti egyesületi házakban, sétányokon, vendéglők kerthelyiségeiben, tutajokon és bárkákon „keletporosz májusi italt“ (németül „ostpreußischer Maitrank“), azaz forró grogot fogyasztó diákság a kastélytoronyban éjfélt ütő harang szavára daléneklésben kitörve ünnepelte a sokszor kemény és hosszú poroszországi tél végét.
Kedvelt helyszínnek számított Kelet-Poroszország legmagasabb pontja, a Königsbergtől északnyugatra fekvő, 111 méteres Galtgarben (ma oroszul Гальтгарбен) hegycsúcs, ahol a königsbergi diákság a 19. század elején a napóleoni háborúk csatáiról tartott ünnepi megemlékezéseket, majd 1939-ig a nyári napforduló ünnepét illetve ünnepi sportjátékokat.

## Híres diákok

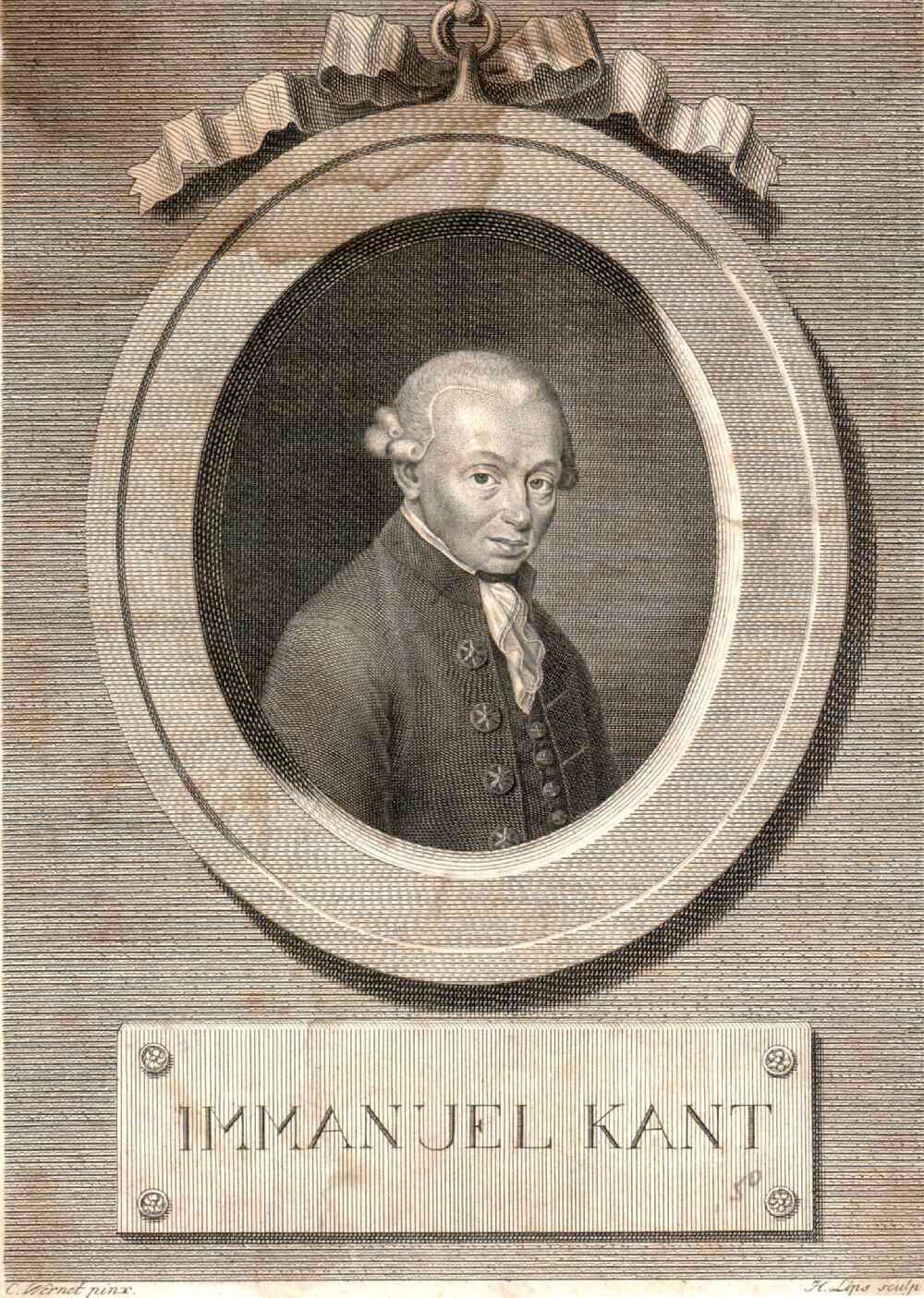
Kant, aki az egyetem egykori diákja, oktatója, végül rektora

- Karl Ernst von Baer [de], balti német orvos és természettudós
- Christian Goldbach, német matematikus
- Johann Georg Hamann, német filozófus, író
- Johann Gottfried Herder, német költő, író, teológus
- Johann Christoph Gottsched, német író, dramaturg és irodalomtudós
- David Hilbert, német matematikus
- E.T.A. Hoffmann, német író
- Immanuel Kant, német filozófus
- Gustav Robert Kirchhoff, német fizikus
- Ewald Christian von Kleist, porosz költő és tábornok
- Fritz Albert Lipmann, német-amerikai Nobel-díjas biokémikus
- Rudolf Lipschitz, német matematikus
- Martynas Mažvydas, litván lelkész, az első litván nyelvű könyv írója
- Hermann Minkowski, német matematikus, fizikus
- Carl Gottfried Neumann, német matematikus
- Kirill Rozumovszkij [en], orosz gróf, cári hadvezér, a szentpétervári Orosz Tudományos Akadémia elnöke
- Arnold Sommerfeld, német elméleti fizikus
- Hermann Sudermann, német író és drámaíró
- Herbert Weinelt (1910-1943) csehországi német történész, filológus, várkutató, katona
- Arthur Zimmermann, német politikus, diplomata, 1916-17 között német külügyminiszter

## Híres oktatók
- Friedrich Wilhelm Bessel, német természettudós, csillagász, geodéta, matematikus
- Wilhelm von Giesebrecht (1857-1861), német medievalista
- David Hilbert, matematika segédprofesszor (1886–1895)
- Emmanuel Kant, 1786 és 1788 között az egyetem rektora
- Karl Lachmann, német filológus (1818-1824)
- Konrad Lorenz, Nobel-díjas osztrák zoológus, ornitológus, a klasszikus összehasonlító magatartáskutatás úttörője, a modern etológia egyik megalapítójána (1940-1941)
- Wilhelm Maurenbrecher, német történetíró
- Hermann Minkowski, (1894-1896)
- Andreas Osiander, teológus

## Fordítás
- Ezen cikk részben a német nyelvű Wikipedia Albertus-Universität Königsberg, Staats- und Universitätsbibliothek Königsberg és Liste der Studentenverbindungen in Königsberg (Preußen) című cikkjei alapján készült